# Адаптер (шаблон проєктування)
Адаптер, Adapter — структурний шаблон проєктування, призначений для організації використання функцій об'єкту, недоступного для модифікації, через спеціально створений інтерфейс.

## Призначення
Адаптує інтерфейс одного класу в інший, очікуваний клієнтом.
Адаптер забезпечує роботу класів з несумісними інтерфейсами, та найчастіше застосовується тоді, коли система підтримує необхідні дані і поведінку, але має невідповідний інтерфейс.

## Застосування
Адаптер передбачає створення класу-оболонки з необхідним інтерфейсом.

## Структура

UML діаграма, що ілюструє структуру шаблону проєктування Адаптер (з використанням множинного наслідування)

## Учасники
Клас Adapter приводить інтерфейс класу Adaptee у відповідність з інтерфейсом класу Target (спадкоємцем якого є Adapter). Це дозволяє об'єктові Client використовувати об'єкт Adaptee так, немов він є екземпляром класу Target.

## Наслідки
Шаблон Адаптер дозволяє включати вже наявні об'єкти в нові об'єктні структури, незалежно від відмінностей в їхніх інтерфейсах.

## Переваги та недоліки

### Переваги
- Допомагає досягти багаторазового використання та гнучкості.
- Клас клієнта не ускладнюється необхідністю використовувати інший інтерфейс і може використовувати поліморфізм для обміну між різними реалізаціями адаптерів.

### Недоліки
- Всі запити пересилаються, тому спостерігається незначне збільшення накладних витрат.
- Іноді багато адаптацій потрібні по ланцюгу адаптера, щоб досягти потрібного типу.

## Зв'язок з іншими патернами
- Фасад створює новий інтерфейс доступу, адаптер — використовує старий

## Реалізація
Інтерфейс класу Adaptee, тобто того, який адаптується, приводиться у відповідність з новими вимогами класу Target, а виклики його методів перетворяться у виклики методів класу Target.
Шаблон Адаптер для адаптації інтерфейсу методу/ів Adaptee до інтерфейсу Target в Adapter можна реалізувати як мінімум двома способами: використовуючи композицію+успадкування (Адаптер об'єкта), або використовуючи множинне успадкування (Адаптер класу).
- Адаптер об'єкта: Adapter наслідує інтерфейс від Target (успадкування) та містить примірник (здебільшого як вказівник) класу Adaptee (композиція) і делегує виклики своїх методів (які збігаються з інтерфейсом Target) до Adaptee
- Адаптер класу: Adapter наслідує інтерфейси обох класів Target та Adaptee (множинне успадкування). В ООП-мовах, які не підтримують множинне успадкування, реалізація цього варіанту адаптера дещо складніша (наприклад в Java за допомогою інтерфейсів).

## Зауваження і коментарі
Шаблон Адаптер дозволяє в процесі проєктування не брати до уваги можливі відмінності в інтерфейсах вже наявних класів. Якщо є клас, що володіє необхідними методами і властивостями (принаймні, концептуально), то при необхідності завжди можна скористатися шаблоном Адаптер для приведення його інтерфейсу до потрібного вигляду.
Більш прийнятним є адаптер об'єкта, в якому використовується композиція+успадкування, оскільки це більш відповідає правилу "надавайте перевагу композиції, а не успадкуванню". Цей адаптер можна використовувати тільки односторонньо — як заміну для Target. Однак, у випадку, коли ми створюємо двосторонній адаптер, або ж адаптер, який адаптує одночасно кілька Adaptee класів, слід надавати перевагу шаблону адаптера класу. Також адаптер класу дозволяє більш ефективно використовувати вже реалізований код з Target та Adaptee. Однак недоліки адаптера класу випливають з множинного успадкування, коли зміни в деяких базових класах викликають непередбачливі зміни в похідних, а особливо, коли це відбувається одночасно в кількох успадкованих адаптером класах.
Близьким Адаптеру є шаблон Фасад, не завжди можна відрізнити один від другого. Різниця полягає в тому, що шаблон Фасад призначений для спрощення інтерфейсу і створює новий інтерфейс, тоді як шаблон Адаптер використовує з обох сторін інтерфейси, які є в наявності, і забезпечує їх функціювання.

## Відомі застосування
Типовим прикладом використання шаблону Адаптер можна назвати створення класів, що приводять до єдиного інтерфейсу функції мови PHP що забезпечують доступ до різних СУБД.